# Battaglia di Azukizaka (1548)
La seconda battaglia di Azukizaka (小豆坂の戦い?, Azukizaka no tatakai) avvenne nel 1548 tra i clan Oda e Imagawa.
Il clan Imagawa, guidato in quel periodo da Imagawa Yoshimoto, stava gradualmente estendendo la sua influenza verso est dalla provincia di Suruga. A seguito di una precedente guerra con la famiglia Shiba, la provincia di Tōtōmi saldamente nelle mani degli Imagawa, diventando così la confinante provincia di Mikawa un luogo di grande contesa. Ad est di Mikawa c'era provincia di Owari e il dominio del clan Oda. Oda Nobuhide era uno strenuo oppositore di Imagawa e altrettanto interessato ad aumentare la propria influenza a Mikawa. La provincia di Mikawa era la casa della famiglia Matsudaira che si trovò stretta tra due potenti clan. Nel 1548 i Matsudaira erano vassalli degli Imagawa e stavano per unire le forze a ovest della provincia.
In quel momento un samurai chiamato Toda Yasumitsu tradì i Matsudaira e dichiarò il suo sostegno per al clan Oda. Mentre la ribellione di Yasumitsu fu sedata, Nobuhide guidò comunque un esercito di circa 4 000 uomini a Mikawa e il suo obiettivo era Okazaki, la capitale dei Matsudaira. Il giovane signore di Matsudaira, Hirotada, chiese aiuto agli Imagawa per ricevere assistenza acconsentendo a fornire il suo unico figlio come ostaggio in cambio dell'aiuto.
Il bambino (il futuro Tokugawa Ieyasu) fu spedito verso est, ma fu intercettato e portato via da Toda Yasumitsu. Il figlio di Hirotada finì in ostaggio degli Oda, ma anche se Nobuhide sperava che questo avrebbe convinto Hirotada a cambiare la sua alleanza, rimase presto deluso.
Hirotada non cedette al ricatto degli Oda e rimase fermamente alleato degli Imagawa. Nel frattempo Yoshimoto inviò il suo talentuoso zio, il monaco generale Sessai Chōrō, con un esercito per affrontare gli Oda a Mikawa.
Nobuhide in persona guidò un esercito da Anjō (un castello di Mikawa conquistato ai Matsudaira) e corse direttamente incontro all'esercito di Sessai. Sessai scelse bene il terreno e riuscì a colpire di sorpresa Nobuhide.
I combattimenti furono feroci ma alla fine Nobuhide fu sconfitto e quel che restava del suo esercito tornò a Owari. Sessai vendicò quindi la sconfitta avvenuta sei anni prima nella prima battaglia di Azukizaka (1542).
Questa battaglia si rivelò essere l'ultima di Nobuhide poiché morì l'anno seguente.